# Кастрюля
Кастрю́ля (от фр. casserolle через нем. Kastrol, Kasserolle) — посуда, чаша для приготовления еды на кухонной плите; имеет плоское дно и высокие, как правило, прямые борта с двумя короткими ручками; закрывается крышкой. Кастрюли появились в XVII веке во Франции и первоначально делались из меди. В России начали использоваться с 1720 года на флоте.

## Виды
По материалам изготовления
Алюминиевые кастрюли отличаются небольшим весом и хорошей теплопроводностью. В них нельзя хранить кислую пищу, так как при длительном воздействии кислот алюминиевая посуда разрушается.
Кастрюли, сделанные из нержавеющей стали, отличаются механической и химической стойкостью, поэтому используются на предприятиях общепита.
Металлические кастрюли с покрытием:
- Эмалированные — из чёрного металла с покрытием стекловидной эмалью для защиты от ржавчины.
- С антипригарным покрытием (тефлоновым или керамическим).

Керамические и стеклянные жаростойкие — лучше всего подходят для использования в духовке или микроволновой печи.
Специальные
- Скороварка — для готовки пищи при повышенном давлении, является простейшим автоклавом.
- Кашеварка — двойная кастрюля для приготовления каш на водяной бане.
- Пароварка — кастрюля со вкладышем-корзиной для готовки на пару.

Дальнейшее своё развитие кастрюля получила в виде электроприборов — медленноварки, рисоварки и мультиварки.